# Snowboard-Juniorenweltmeisterschaften 2009
Die 13. FIS Snowboard-Juniorenweltmeisterschaften fand vom 1. März bis 7. März 2009 in Nagano, Japan statt. Ausgetragen wurden Wettkämpfe im Parallelslalom (PSL), Parallel-Riesenslalom (PGS), Snowboardcross (SBX) und in der Halfpipe (HP).

## Ergebnisse Frauen

### Parallelslalom
| Platz | Land       | Sportlerin         | Punkte |
| ----- | ---------- | ------------------ | ------ |
| 1     | Schweiz    | Julie Zogg         | 360,00 |
| 2     | Russland   | Aljona Sawarsina   | 288,00 |
| 3     | Österreich | Sabine Schöffmann  | 216,00 |
| 4     | Schweiz    | Stefanie Müller    | 180,00 |
| 5     | Österreich | Ina Meschik        | 162,00 |
| 6     | Ukraine    | Annamari Chundak   | 144,00 |
| 7     | Polen      | Karolina Sztokfisz | 129,60 |
| 8     | Russland   | Natalia Gluschkowa | 115,20 |

Datum: 6. März 2009
09.  Rosa Czipf

### Parallel-Riesenslalom
| Platz | Land        | Sportlerin         | Punkte |
| ----- | ----------- | ------------------ | ------ |
| 1     | Österreich  | Sabine Schöffmann  | 360,00 |
| 2     | Schweiz     | Julie Zogg         | 288,00 |
| 3     | Österreich  | Ina Meschik        | 216,00 |
| 4     | Polen       | Karolina Sztokfisz | 180,00 |
| 5     | Deutschland | Rosa Czipf         | 162,00 |
| 6     | Schweiz     | Yvonne Schütz      | 144,00 |
| 7     | Schweiz     | Stefanie Müller    | 129,60 |
| 8     | Ukraine     | Annamari Chundak   | 115,20 |

Datum: 5. März 2009
13.  Selina Kammerer

### Snowboardcross
| Platz | Land       | Sportlerin      | Punkte |
| ----- | ---------- | --------------- | ------ |
| 1     | Frankreich | Océane Pozzo    | 360,00 |
| 2     | Frankreich | Aurore Savoye   | 288,00 |
| 3     | Kanada     | Ziggy Cowan     | 216,00 |
| 4     | Schweiz    | Simona Meiler   | 180,00 |
| 5     | Frankreich | Claire Chapotot | 162,00 |
| 6     | Frankreich | Marion Perez    | 144,00 |
| 7     | Schweiz    | Emilie Aubry    | 129,60 |
| 8     | Schweiz    | Miriam Wuffli   | 115,20 |

Datum: 5. März 2009
10.  Sabine Schöffmann

### Halfpipe
| Platz | Land                | Sportlerin         | Punkte |
| ----- | ------------------- | ------------------ | ------ |
| 1     | Volksrepublik China | Cai Xuetong        | 400,00 |
| 2     | Spanien             | Queralt Castellet  | 320,00 |
| 3     | Volksrepublik China | Li Shuang          | 240,00 |
| 4     | Vereinigte Staaten  | Kelly Marren       | 200,00 |
| 5     | Volksrepublik China | Sun Juan           | 180,00 |
| 6     | Vereinigte Staaten  | Kaitlyn Farrington | 160,00 |
| 7     | Japan               | Rika Hatta         | 144,00 |
| 8     | Vereinigte Staaten  | Elizabeth Beerman  | 128,00 |

Datum: 7. März 2009
10.  Nadja Purtschert

16.  Émilie Aubry

18.  Pia Meusburger

26.  Melanie Hofmeister

## Ergebnisse Männer

### Parallel-Slalom
| Platz | Land       | Sportler       | Punkte |
| ----- | ---------- | -------------- | ------ |
| 1     | Südkorea   | Gim Yong-hyeon | 360,00 |
| 2     | Russland   | Andrei Sobolew | 288,00 |
| 3     | Österreich | Hanno Douschan | 216,00 |
| 4     | Bulgarien  | Iwan Rantschew | 180,00 |
| 5     | Österreich | Lukas Mathies  | 162,00 |
| 6     | Kanada     | Matthew Carter | 144,00 |
| 7     | Slowenien  | Jure Hafner    | 129,60 |
| 8     | Südkorea   | Shin Bong-shik | 115,20 |

Datum: 6. März 2009
09.  Christoph Maltschnig

10.  Johann Stefaner

14.  Markus Strecha

24.  Stefan Baumeister

27.  Mario Ziegler

### Parallel-Riesenslalom
| Platz | Land        | Sportler             | Punkte |
| ----- | ----------- | -------------------- | ------ |
| 1     | Bulgarien   | Radoslaw Jankow      | 360,00 |
| 2     | Bulgarien   | Iwan Rantschew       | 288,00 |
| 3     | Slowenien   | Jure Hafner          | 216,00 |
| 4     | Russland    | Andrei Sobolew       | 180,00 |
| 5     | Österreich  | Lukas Mathies        | 162,00 |
| 6     | Österreich  | Christoph Maltschnig | 144,00 |
| 7     | Italien     | Edwin Coratti        | 129,60 |
| 8     | Deutschland | Markus Strecha       | 115,20 |

Datum: 5. März 2009
11.  Johann Stefaner

15.  Hanno Douschan

21.  Daniel Hörig

22.  Stefan Baumeister

37.  Mario Ziegler

### Snowboardcross
| Platz | Land               | Sportler         | Punkte |
| ----- | ------------------ | ---------------- | ------ |
| 1     | Italien            | Omar Visintin    | 360,00 |
| 2     | Österreich         | Michael Hämmerle | 288,00 |
| 3     | Vereinigte Staaten | Roger Carver     | 216,00 |
| 4     | Vereinigte Staaten | Alex Tuttle      | 180,00 |
| 5     | Italien            | Luca Matteotti   | 162,00 |
| 6     | Schweiz            | Marvin James     | 144,00 |
| 7     | Kanada             | Dan Csokonay     | 129,60 |
| 8     | Vereinigte Staaten | Mick Dierdorff   | 115,20 |

Datum: 5. März 2009
12.  Michael Pregenzer

13.  Hanno Douschan

14.  Lukas Mathies

33.  Mark Feldmann

34.  Mathieu Labourer

36.  Martin Nörl

38.  Paul Berg

### Halfpipe
| Platz | Land               | Sportler           | Punkte |
| ----- | ------------------ | ------------------ | ------ |
| 1     | Japan              | Shohto Tsutsumi    | 360,00 |
| 2     | Vereinigte Staaten | Dylan Bidez        | 288,00 |
| 3     | Finnland           | Ilkka-Eemeli Laari | 216,00 |
| 4     | Japan              | Masakaze Yoshida   | 180,00 |
| 5     | Vereinigte Staaten | Zachary Black      | 162,00 |
| 6     | Finnland           | Nuutti Niemelä     | 144,00 |
| 7     | Frankreich         | Thomas Delfino     | 129,60 |
| 8     | Vereinigte Staaten | Matthew Ladley     | 115,20 |

Datum: 7. März 2009
15.  Ethan Morgan

19.  Levi Luggen

22.  Fabian Fassnacht

28.  Patrick Burgener

31.  Rafael Imhof

38.  Maximilian Gschaider

52.  Simon Krall

## Medaillenspiegel
| Platz | Land                | Gold | Silber | Bronze | Gesamt |
| ----- | ------------------- | ---- | ------ | ------ | ------ |
| 1     | Österreich          | 1    | 1      | 3      | 5      |
| 2     | Schweiz             | 1    | 1      | -      | 2      |
| 2     | Bulgarien           | 1    | 1      | -      | 2      |
| 2     | Frankreich          | 1    | 1      | -      | 2      |
| 5     | Volksrepublik China | 1    | -      | 1      | 2      |
| 6     | Italien             | 1    | -      | -      | 1      |
| 6     | Japan               | 1    | -      | -      | 1      |
| 6     | Südkorea            | 1    | -      | -      | 1      |
| 9     | Russland            | -    | 2      | -      | 2      |
| 10    | Vereinigte Staaten  | -    | 1      | 1      | 2      |
| 11    | Spanien             | -    | 1      | -      | 1      |
| 12    | Finnland            | -    | -      | 1      | 1      |
| 12    | Kanada              | -    | -      | 1      | 1      |
| 12    | Slowenien           | -    | -      | 1      | 1      |
|       | Gesamt              | 8    | 8      | 8      | 24     |